# Shabba Ranks
Shabba Ranks (nacido como Rexton Rawlston Fernando Gordon; Sturgetown, Parroquia de Saint Ann; 17 de enero de 1966) es un cantante y compositor jamaiquino del género dancehall.
Fue uno de los más populares artistas de su generación. Fue incluso uno de los primeros deejays jamaicanos en ganar una aceptación mundial, y reconocido por sus expresiones musicales y sus contenidos sobre los Riddims. Su tono de voz hace que sea reconocido en todo el mundo.

## Biografía y carrera musical
Ranks ganó fama principalmente por sus rapeos en lugar del canto en si, similarmente a sus contemporáneos ritmos de dancehall en Jamaica. Como protegido del deejay Gales Josey, llegó a la escena internacional a finales de los años 1980, junto a un número de compañeros jamaicanos y cantantes de reggae Cocoa Tea y Crystal. Ranks incluso trabajó con Chuck Berry y con los raperos norteamericanos KRS-One y Chubb Rock. 
Tuvo un contrato discográfico importante con el sello Epic Records en el año de 1991. Teniendo cinco álbumes por un mejor sello discográfico, Ranks sigue siendo uno de los artistas de dancehall más prolíficos en la audiencia principal, que los críticos han señalado como un testamento a su popularidad.
En 1991 se popularizó la canción Dem Bow, perteneciente al álbum Just Reality de Ranks. Esta canción usó un riddim creado por Steely & Clevie con rasgos de la percusión de origen africano de la religión Pocomania de Jamaica llamado Poco Man Jam, el cual fue la base para el género del reguetón nombrado en Puerto Rico como Dem Bow riddim, al ser recreado por el músico jamaiquino radicado en Nueva York, Dennise Halliburton, conocido como Dennis The Menace. Respecto a su relación con los orígenes del reguetón,  cabe también mencionar que los primeros en utilizar el ritmo fueron los artistas panameños El General con la canción Son Bow y Nando Boom con el mismo título Dem Bow al lenguaje español. Otro corte similar fue Trailer lleno de guiales de Gringo, basado en Trailer load a girls. Era la ascensión del dancehall en español
Su más grande Hit single fuera de Jamaica fue la exitosa fusión de reggae en el disco Mr. Loverman. Otros temas incluidos son: "Respect", "Pirates Anthem", "Trailer Load A Girls", "Wicked inna Bed", "Caan Dun", and "Ting A Ling".
En 1993 Ranks ganó puntos con otro hit en el soundtrack de Addams Family Values en el cual contribuyó con una versión Reggae Rap de "Family Affair" un éxito de la banda Sly & the Family Stone. Su tercer álbum con el sello discográfico Epic, titulado A Mi Shabba, fue lanzado en el año 1995, sin embargo, no fue tan exitoso. Fue retirado del sello discográfico en el año de 1996. Sin embargo, él ganó dos premios Grammy por sus trabajos anteriores, y bajo el sello Epic lanzó un álbum de sus recopilaciones de éxitos, titulado Shabba Ranks and Friends en el año de 1999.

### Noticias recientes
En la actualidad, Ranks vive en la ciudad de New York, se rumorea que está teniendo contrato de grabaciones en la empresa Roc-A-Fella Records el cual está bajo propiedad del artista Jay-Z, pero nada ha sido confirmado aún. Ranks hace una aparición parcial en el año 2007 cuando apareció en un tema musical llamado Clear The Air interpretado por Busta Rhymes, el cual participó también el artista Akon.

## Controversia
En 1992, durante una presentación en el show musical The Word del canal Channel 4, abogó por la crucifixión de los homosexuales, siendo inmediatamente condenado por sus comentarios por el presentador Mark Lamarr, quien dijo que lo que había dicho Shabba era una "absoluta basura". Líricas homofóbicas están presente en numerosos temas de Shabba Ranks, incluyendo "Dem bow", "No Mama Man" y "Wicked Inna Bed".

## Discografía

### Sencillos
- 1989 "Peanie Peanie" - Shabba Ranks - Jammys.
- 1990 "Roots & Culture" - Shabba Ranks - Digital B.
- 1991 "She's A Woman" - Scritti Politti Con la participación de Shabba Ranks - UK Number 20.
- 1991 "Trailer Load A Girls" - Shabba Ranks - UK Number 63.
- 1991 "Housecall" - Shabba Ranks Con la participación de Maxi Priest - UK Number 31 - US Number 37.
- 1992 "Just Reality" - Shabba Ranks - Digital B.
- 1992 "Love Punaany Bad" - Shabba Ranks - Jammys.
- 1992 "Mr. Loverman" - Shabba Ranks Con la participación de Deborahe Glasgow - UK Number 23 - US Number 40.
- 1992 "Slow And Sexy" - Shabba Ranks Con la participación de Johnny Gill - UK Number 17 - US 33.
- 1992 "Shine & Crisis" - Shabba Ranks - Shang.
- 1993 "I Was A King" - Eddie Murphy Con la participación de Shabba Ranks - UK Number 64.
- 1993 "Mr. Loverman" - re-issue - Shabba Ranks - UK Number 3.
- 1993 "Housecall" - remix - Shabba Ranks Con la participación de Maxi Priest - UK Number 8.
- 1993 "What'cha Gonna Do" - Shabba Ranks Con la participación de Queen Latifah - UK Number 21.
- 1993 "Family Affair" - Shabba Ranks Con la participación de Patra And Terri & Monica - UK Number 18 - US Number 84.
- 1995 "Let's Get It On" - Shabba Ranks - UK Number 22 - US Number 81.
- 1995 "Shine Eye Gal" - Shabba Ranks Con la participación de Mykal Rose - UK Number 46.
- 1996 "Heart Of A Lion" - Shabba Ranks - Digital B.
- 1997 "So Jah Say" - Shabba Ranks - Brick Wall.

### Álbumes
- 1989 Best Baby Father Producido por King Jammy.
- 1989 Holding On - by Home T, Cocoa Tea & Shabba Ranks Producido por Augustus "Gussie" Clarke.
- 1990 Rappin' With the Ladies Producido por Augustus "Gussie" Clarke.
- 1990 Just Reality Producido por Bobby "Digital B" Dixon.
- 1990 Golden Touch Producido por Mikey Bennett & Patrick Lindsey (Two Friends Label).
- 1991 As Raw As Ever Producido por múltiple productores incl Steelie & Clevie, "Bobby Digital B" Dixon, Mikey Bennett (Two Friends Label) & others - UK Number 51.
- 1991/1992 Mr. Maximum Producido por Augustus "Gussie" Clarke (tracks: 2-12) / Track 1 Producido por Maxi Priest - Additional production: Mikey Bennett (Two Friends Label) - New and re-issues/remixes of previous material.
- 1992 Rough And Ready Volume 1 UK Number 71.
- 1992 X-tra Naked Producido por múltiple productores incl Steelie & Clevie, Bobby "Digital B" Dixon & others - UK Number 38.
- 1993 Rough And Ready Volume 2 múltiple productores - New and re-issues of previous material.
- 1995 A Mi Shabba Producido por múltiple productores incl Bobby "Digital B" Dixon.
- 1998 Get Up Stand Up Producido por King Jammy.
- 1999 Shabba Ranks And Friends múltiple productores - Remakes and re-issues of previous material.

### Videos y DVD
- 2002 Shabba Ranks: Dancehall Ruff - Best of Shabba Ranks (DVD)
- 2001 The Return of Shabba Ranks (DVD)
- 1994 Darker Side of Black
- 1992 Shabba Ranks: Naked and Ready
- 1992 Shabba Ranks: Fresh & Wild
- 1992 Shabba Ranks vs. Ninja Man: Super Clash Round
- 1990 Reggae Showdown, Vol. 4: Shabba at Showdown (DVD)
- 1987 Prince Jammy